# هايدي ألبيرتسن
هايدي ألبرتسن (بالدنماركية: Heidi Albertsen)‏ (مواليد 1 سبتمبر 1976) عارضة أزياء دنماركية، وسفيرة نوايا الحسنة.

## حياتها الشخصية
في 15 يوليو 2016، أعلنت ألبرتسن عبر وسائل الاعلام الاجتماعية أنها أصبحت مواطنة من الولايات المتحدة الأمريكية، مع الحفاظ على الجنسية المزدوجة مع بلدها الدنمارك.

## روابط خارجية
- هايدي ألبيرتسن على موقع IMDb (الإنجليزية)
- هايدي ألبيرتسن على موقع قاعدة بيانات الفيلم (الإنجليزية)
- هايدي ألبيرتسن على موقع دليل عارضات الأزياء (الإنجليزية)